# Poppenhausener Gemeindegraben
Der Poppenhausener Gemeindegraben ist ein etwas über vier Kilometer langer Mittelgebirgsbach in den Mainfränkischen Platten. Er verläuft in den unterfränkischen Landkreisen Schweinfurt und Bad Kissingen und mündet von Nordnordwesten kommend als rechter Zufluss in die Wern. 

## Geographie

### Verlauf

#### Quellgebiet

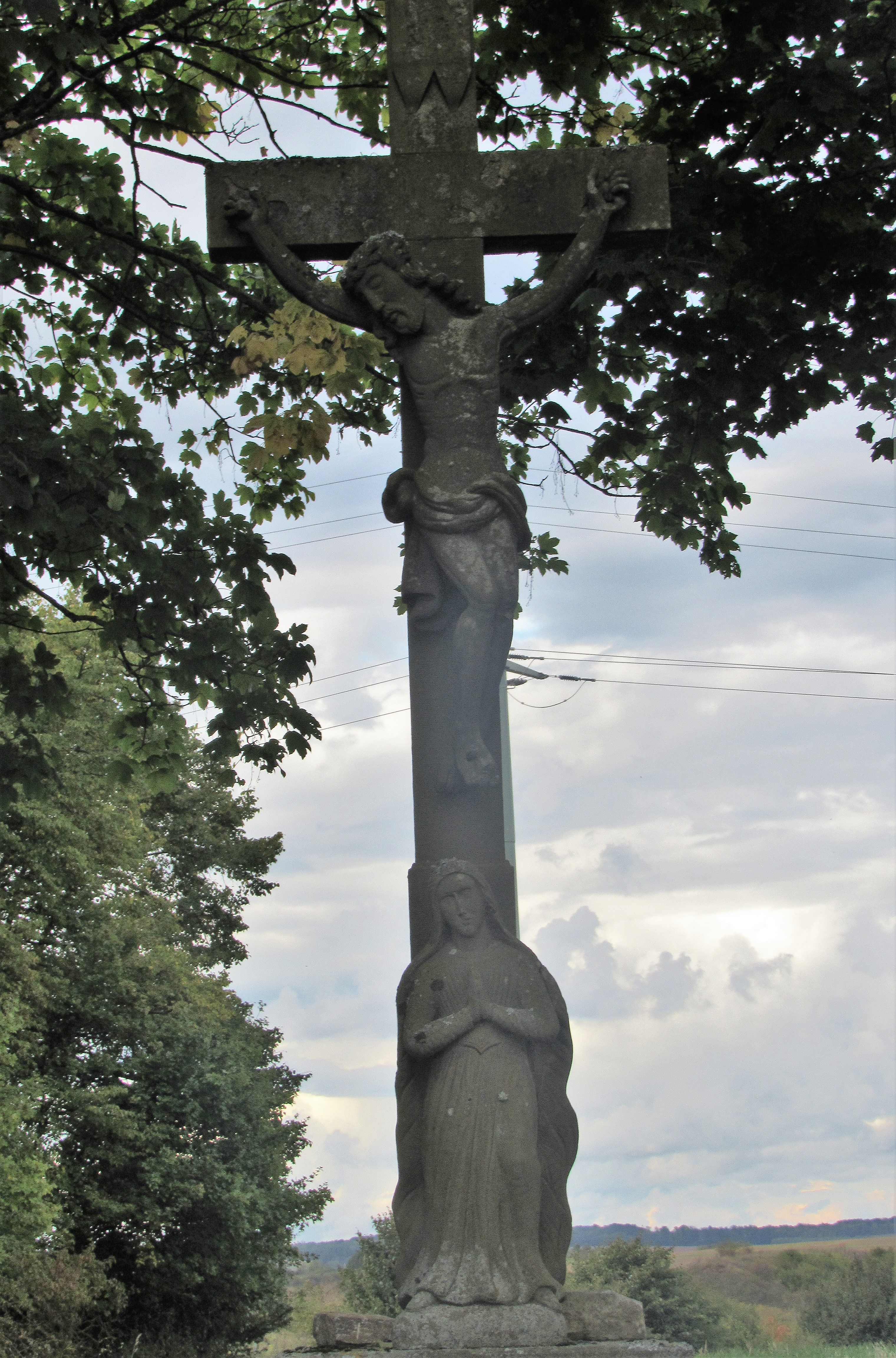
Wegkreuz mit Kruzifix und Muttergottes, 1831

Der Poppenhausener Gemeindegraben, ein feinmaterialreicher, karbonatischer Mittelgebirgsbach des Keupers, entspringt auf etwa 301 m ü. NHN in der Münnerstädter Hochfläche, einem Teilraum des Naturraums Wern-Lauer-Platten. Die Quelle liegt in der Flur Obere Gries in der Gemarkung des zur Poppenhausen gehörenden Gemeindeteils Pfersdorf, in einer Grünlandfläche rund 30 Meter westlich der Bundesstraße 19 und der etwas östlicher verlaufenden Bundesautobahn 71. Etwa 250 Meter südöstlich der Quelle, jenseits der Autobahn, steht am Hohlweg auf einem 308 m ü. NHN hohen namenlosen Hügel ein steinernes Wegkreuz mit Kruzifix auf einem Inschriftensockel; am Fuß des Kreuzes ist eine Darstellung der Muttergottes zu sehen. Das Denkmal ist mit der Jahreszahl 1831 bezeichnet.
Das Quellgebiet liegt etwa 300 Meter westlich des Pfarrdorfs Pfersdorf und knapp 800 Meter östlich des zu Oerlenbach gehörenden Pfarrdorfs Ebenhausen. Geologisch wird es von Schichten des Oberen Muschelkalks aus der Mitteltrias aufgebaut. Es handelt sich um eine Wechsellagerung von grauen Ton- und Tonmergelsteinen sowie von Kalk- und Kalkmergelsteinen, die dicht, sparitisch, grau bis blaugrau gefärbt, teils plattig bis gebankt ausgebildet und fossilienführend sind. Die Gesteine sind nahezu vollständig von Pararendzina-Böden überlagert.

#### Weiterer Verlauf
Der baumlose Poppenhausener Gemeindegraben fließt, begleitet von einem Feldweg auf seiner linken Seite, zunächst in westsüdwestlicher Richtung durch eine offene Flur mit Feldern und Wiesen. Kurz darauf beschreibt er einen Bogen nach links und schwenkt allmählich auf Südkurs. Nach etwa 150 Metern erreicht er die Grenze zwischen den Gemeinden Poppenhausen und Oerlenbach, die zugleich die Landkreisgrenze zwischen Schweinfurt und Bad Kissingen bildet. Er läuft an dieser Grenze entlang und wird etwas bachabwärts auf seiner rechten Seite vom Nassbach verstärkt, der ihm von Norden aus der Hundleite kommend zufließt. Der Nassbach ist der mit Abstand größte Zufluss des Poppenhausener Gemeindegrabens. Er entsteht als ganzjährig wasserführender Bach östlich des Pfarrdorfs Oerlenbach, während seine unbeständigen Oberläufe nördlich des Oerlenbacher Gemeindteils Eltingshausen entspringen. 
Der Nassbach ist sehr wahrscheinlich Teil des hydrologischen Hauptstrangs im System des Poppenhausener Gemeindegrabens. Die Talfüllung in diesem Abschnitt besteht aus pleistozänen bis holozänen Sanden und Lehmen, die von Gleye und anderen grundwasserbeeinflussten Böden überdeckt werden. Die linke Talseite wird, wie im Quellgebiet, von Gesteinen des Oberen Muschelkalks geprägt, während auf der rechten Seite pleistozäner Löss oder Lösslehm ansteht.
Anschließend schlängelt sich der Poppenhausener Gemeindegraben, mal in der Gemarkung Ebenhausen auf der einen, mal in der Gemarkung Pfersdorf auf der anderen Seite der Landkreisgrenze, südwärts durch extensiv genutztes Grünland und wird etwa einen halben Kilometer später von rechts durch einen kleinen Feldgraben verstärkt. Am steilen, westexponierten Talhang südlich dieser Einmündung finden sich brachgefallene, magere Altgrasflächen mit großflächigen Salbei-Glatthaferbeständen. In den angrenzenden Bereichen wachsen mesophile Gebüsche, dominiert von Schlehen und durchsetzt mit Wildrosen, Holunder und Weißdorn. Die Altgrasrasenbestände bieten potentielle Winterquartiere für zahlreiche Wirbellose, deren hoher Besatz wiederum Insektenfresser wie Rebhühner, Neuntöter und andere Vogelarten begünstigt.
Nach einem weiteren halben Kilometer entlang der Landkreisgrenze unterquert der dort von dichtem Ufergehölz gesäumte Bach die Kreisstraße KG 4, die im Landkreis Schweinfurt als SW 18 weitergeführt wird und dort in die B 19 einmündet. Gleich danach wird er auf seiner rechten Seite von einem weiteren Bach gespeist, der einem kleinen Teich am Südrand von Ebenhausen entspringt und von Nordwesten her zufließt. Südlich davon, nun in der Gemarkung des zu Poppenhausen gehörenden Gemeindeteils Hain, erstrecken sich großflächig brachliegende Extensivwiesen und Halbtrockenrasen sowie Gebüsche und Gehölze, in denen Hartriegel, Wildrosen, Obstbäume, Eichen und Wildkirschen überwiegen. Besonders bedeutsam sind die  Kalkmagerrasen, die ein herausragendes Refugium für wirbellose Tiere darstellen. Sie zeichnen sich durch eine hohe Artenvielfalt bei Tag- und Nachtfaltern, Widderchen, Heuschrecken, Wanzen, Zikaden, Netzflüglern und anderen Insekten aus. Auch Reptilien finden dort geeignete Lebensräume, zudem gilt das Gebiet als potenzielles Brut- und Nahrungshabitat für verschiedene Vogelarten.

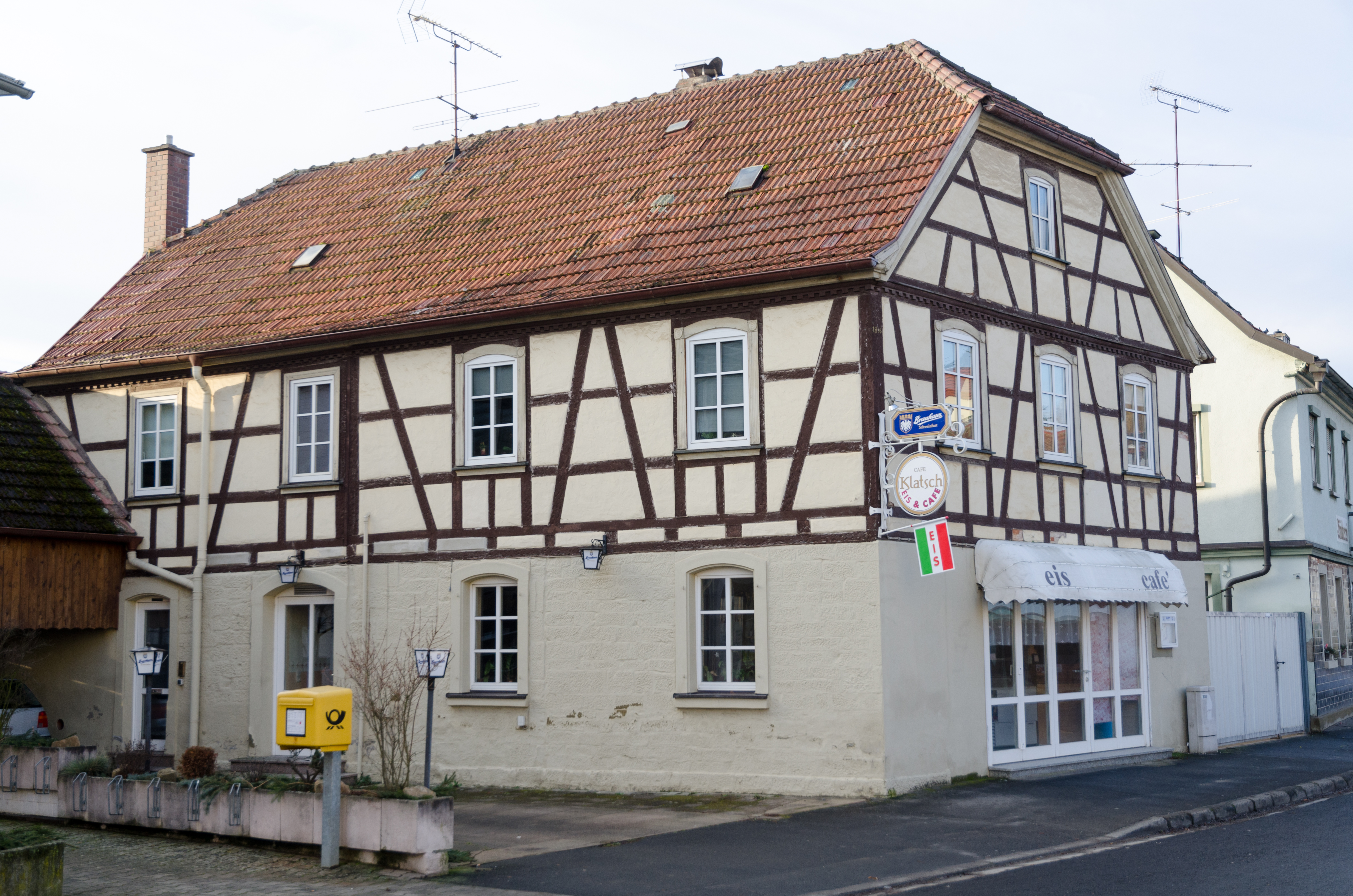
Café mit Halbwalmdach und Fachwerkobergeschoss

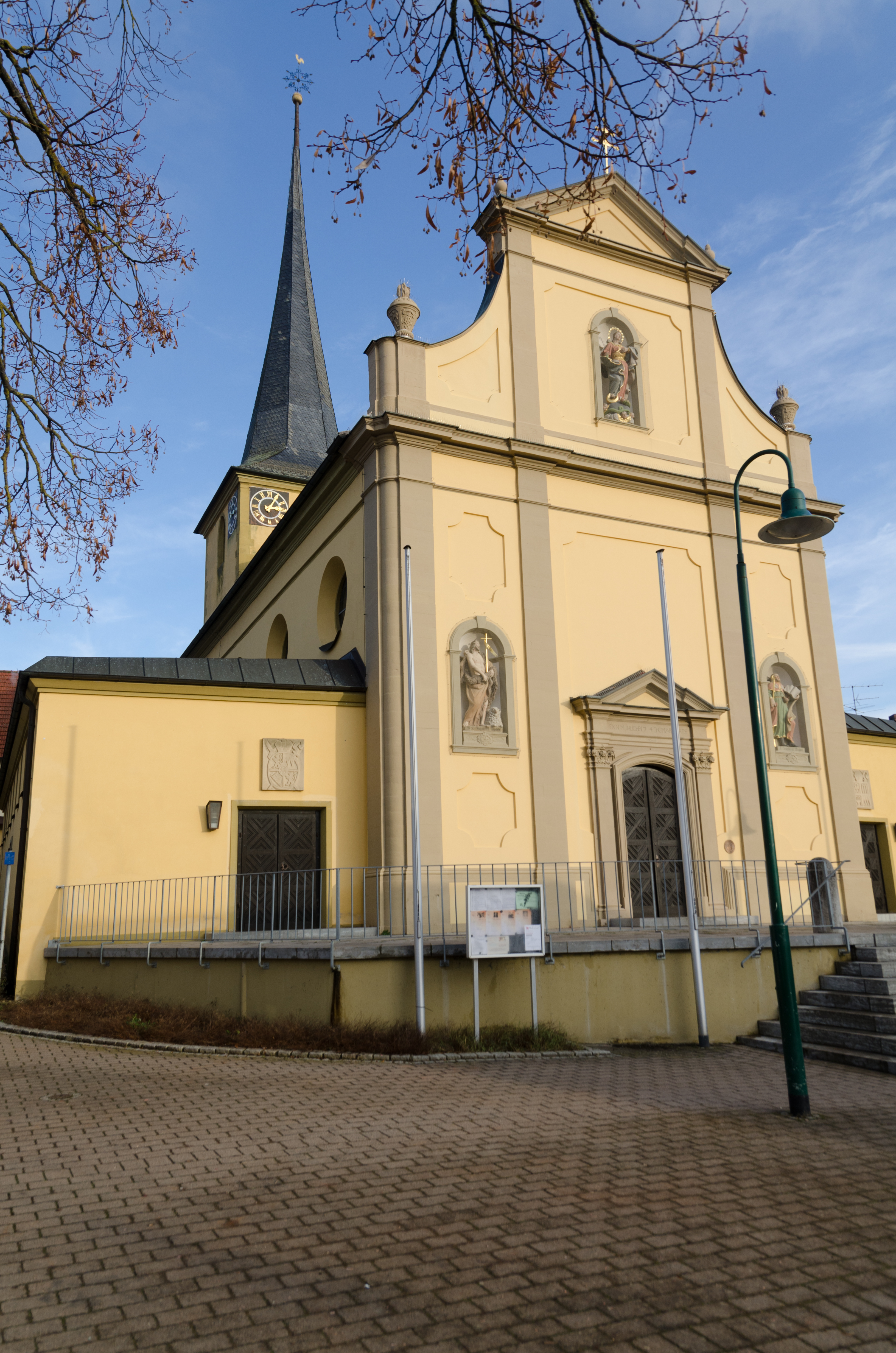
Kath. Pfarrkirche St. Jakob

Der Poppenhausener Gemeindegraben nähert sich dann dem 294 m ü. NHN hohen Glockenberg, den er westlich umfließt. Dabei verlässt er die Landkreisgrenze und verläuft fortan vollständig innerhalb der Gemarkung Poppenhausen. Am sanft geneigten Südwesthang des Glockenbergs befinden sich aufgelassene Streuobstwiesen und brachliegende Extensivwiesen. In den lichteren Obstwiesen wachsen Gehölze wie Schlehe, Hartriegel, Weißdorn und Rosen. Das abwechslungsreiche Biotop mit Gebüschen, Hecken und Brachwiesen bietet zahlreichen Arten wertvollen Lebensraum. Insbesondere die Vogelwelt nutzt diese Flächen als Brut- und Nahrungsgebiet. Die Streuobstbestände stellen dabei für viele in der Roten Liste geführte Vogelarten einen wichtigen Lebensraum dar. Darüber hinaus finden sich dort Ameisenarten, die auf bestimmte Gehölze spezialisiert sind, und die brachgefallenen Wiesen sind zudem von großer Bedeutung für Tagfalter, Bienen, Schwebfliegen und deren Fressfeinde. Ungefähr ab dort wechselt er von den Wern-Lauer-Platten in das Schweinfurter Becken.

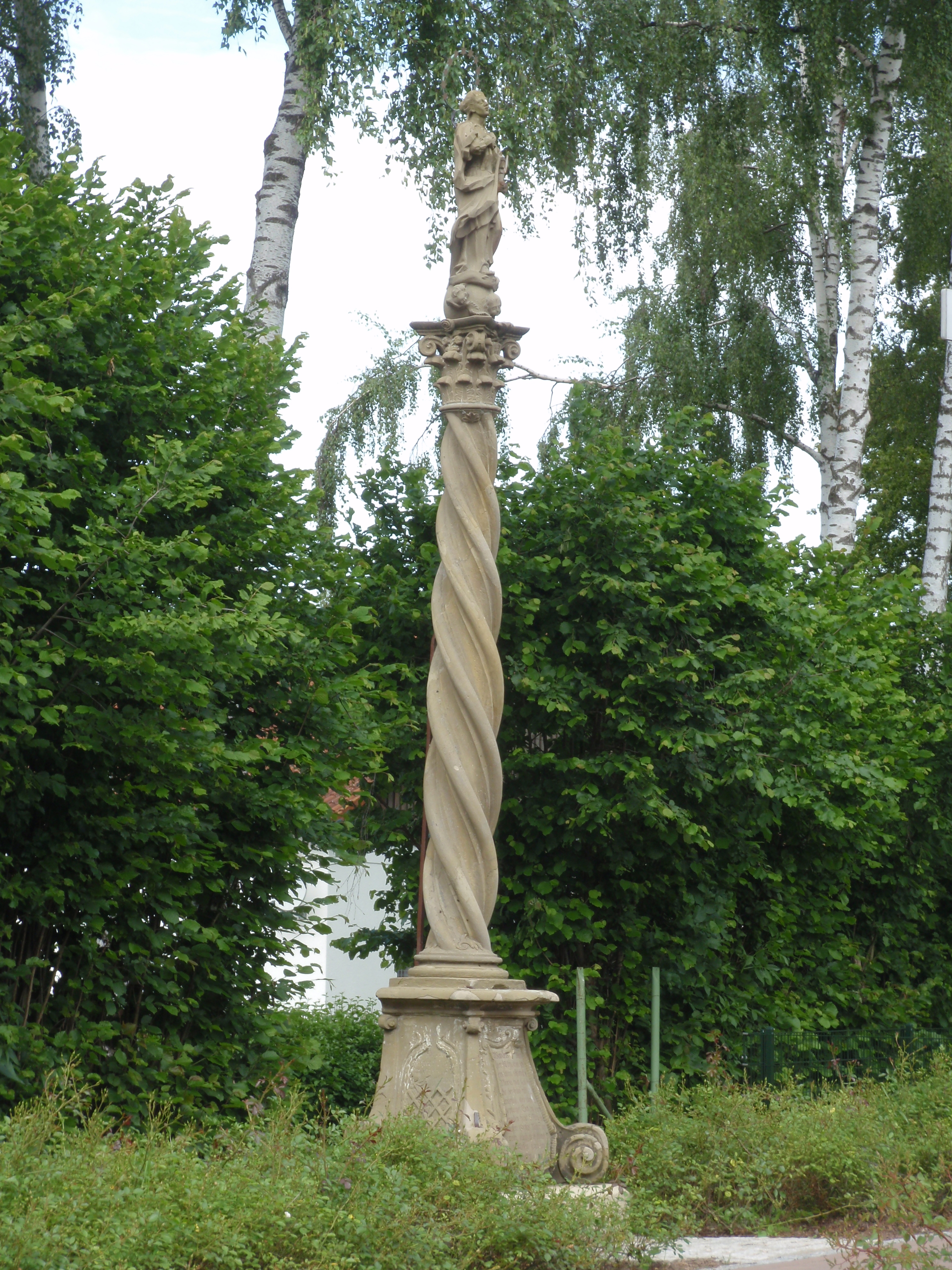
Mariensäule aus dem Jahr 1760

Etwa 100 Meter westlich verlaufen die Gleisanlagen der Bahnstrecke Schweinfurt–Meiningen, deren Böschungen von naturnahen Gebüschen und Hecken gesäumt sind. Der Bach knickt nun beinahe rechtwinklig ab und läuft zunächst etwa 300 Meter südwestwärts, ehe er kurz nach Süden und anschließend nach Südosten einschwenkt. Dabei durchquert er, begleitet von einem Wirtschaftsweg auf seiner rechten Seite, ein Tal, das zwischen den Bahnanlagen zu seiner Rechten und der Hängeleite zur Linken liegt. Er fließt durch Felder und Wiesen, zuerst in der Flur Hergel und anschließend in der Flur Hergelwiesen. Der Bach strömt dann einen am linken Ufer auf der Böschung stehenden Bildstock vorbei und erreicht anschließend den Nordrand des Pfarrdorfs Poppenhausen.

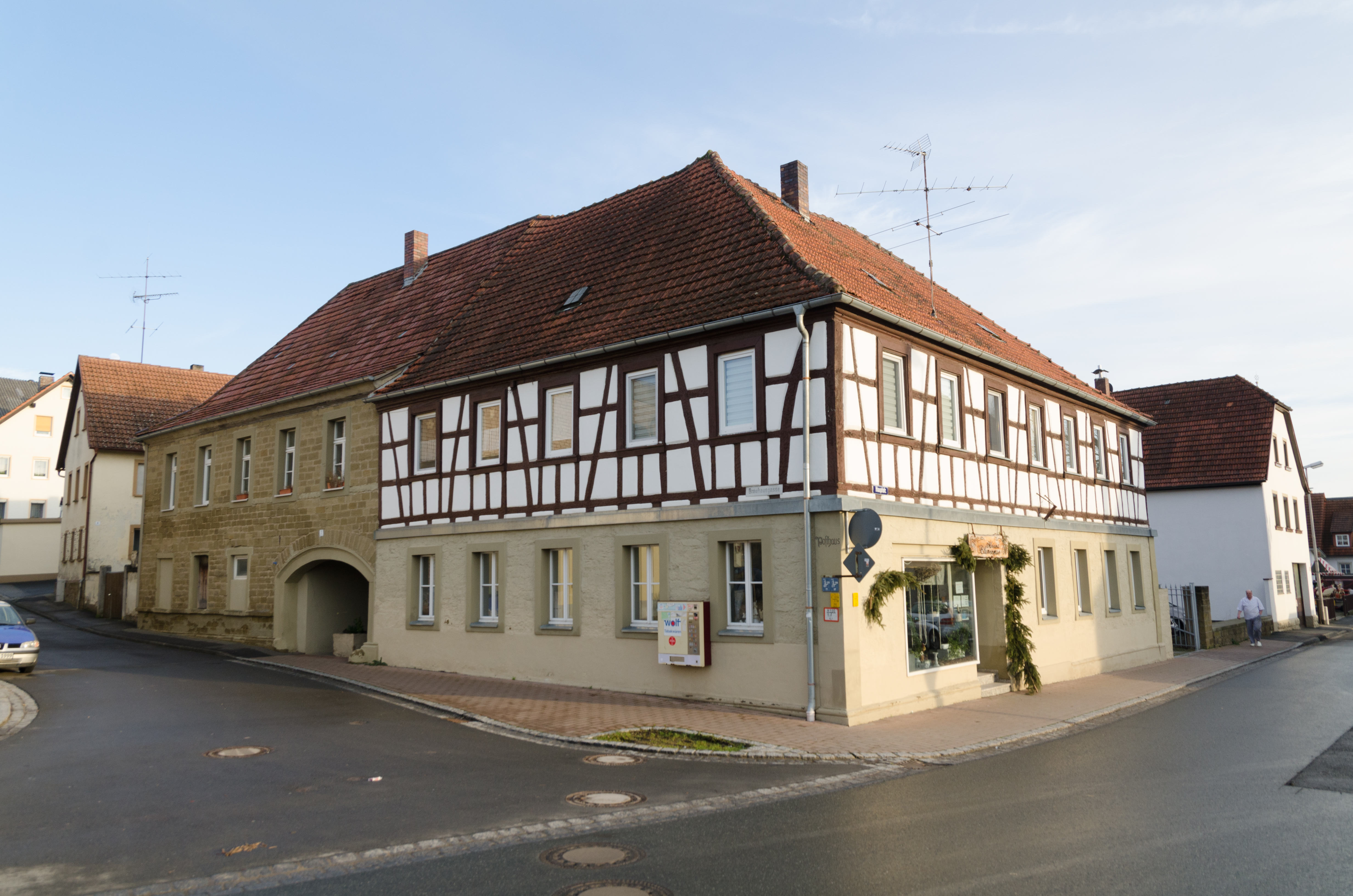
Ehemalige Posthalterei, sogenanntes Posthaus

An seinem linken Ufer zieht der Bach dort an der Tennisanlage des Tennis-Club S. W. Poppenhausen vorüber, passiert dann zwei Ballsportfelder und anschließend den Fußballplatz des Sportheim TSV Poppenhausen 1910. Danach läuft er am Seniorenheim Dorn-Röschen vorbei, in dessen Vorgelände sich eine Mariensäule aus dem Jahr 1760 befindet. Sie steht auf einem Sockel mit Voluten, trägt eine gewundene Säule und wird von einer Marienfigur bekrönt. Auf der gegenüberliegenden Seite der Hauptstraße befindet sich die ehemalige Posthalterei, das sogenannte Posthaus, ein zweigeschossiger Walmdachbau mit Fachwerkobergeschoss und Flügelanbau. Der Bau besteht aus Sandsteinquadern, besitzt eine Durchfahrt und entstand um 1800. Der Bach wird dort auf seiner rechten Seite vom Geißgraben  gestärkt.
Der Poppenhausener Gemeindegraben kreuzt anschließend die Gartenstraße und läuft sodann südsüdostwärts durch den Ort, zwischen der Bachstraße zu seiner rechten und der Hauptstraße zu seiner linken Seite. Bei einem Café in der Hauptstraße 56, einem denkmalgeschützten, giebelständigen Wohnhaus mit Halbwalmdach und Fachwerkobergeschoss aus der zweiten Hälfte des 19. Jahrhunderts, wird der Bach verrohrt und tritt in den Untergrund ein. 
Unterirdisch verläuft er in etwa 60 Metern Abstand westlich an der katholischen Pfarrkirche St. Jakob vorbei, einer  Chorturmkirche mit einem Turm von 1517, der von einem Spitzhelm bekrönt wird. Das Langhaus mit Satteldach und barocker Westfassade entstand 1743; 1953 wurde die Kirche erweitert und umgebaut. Auf der gegenüberliegenden Seite der Hauptstraße tritt der Bach wieder zutage. 
Er zieht an einem Bildstock vorbei, der gegenüber dem Rathaus steht und einen gefasten Vierkantschaft mit übergiebeltem Aufsatz zeigt. Die Reliefs stellen die Kreuzigung sowie die Heiligen Jakob und Petrus dar; datiert ist das Denkmal auf das Jahr 1553.

#### Mündung
Der Poppenhausener Gemeindegraben mündet schließlich in Poppenhausen auf einer Höhe von 248 m ü. NHN von rechts in die Wern. Sein  4,2 Kilometer langer Lauf endet etwa 53 Höhenmeter unterhalb seiner Quelle, er hat somit ein mittleres Sohlgefälle von circa 13 ‰. 
Gut 400 Meter unterhalb mündet auf der anderen Seite der Maibach in die Wern.

### Einzugsgebiet
Das 15,71 km² große Einzugsgebiet des Poppenhausener Gemeindegrabens liegt in den Mainfränkische Platten und erstreckt sich vom Teilraum der Wern-Lauer-Platten bis zum Schweinfurter Becken. Es wird durch ihn über die Wern, den Main und schließlich den Rhein zur Nordsee entwässert.
Es grenzt
- im Nordosten an das Einzugsgebiet des Augrabens, der in die Wern mündet;
- im Osten an das des Behrwiesengrabens, der ebenfalls in die Wern mündet;
- im Südosten an das der Wern direkt;
- im Südwesten und Westen an das des Wernzuflusses Leuselbach und
- im Nordwesten an das des Lollbachs, der über die Fränkische Saale in den Main abfließt.

Das Einzugsgebiet wird überwiegend landwirtschaftlich genutzt, vor allem als Ackerland. Siedlungen sind von Norden nach Süden Eltingshausen, Oerlenbach, Ebenhausen und Poppenhausen. Die höchste Erhebung ist ein namenloser Hügel mit 381 m ü. NHN im Norden des Einzugsgebiets.

### ´Zuflüsse
- Naßbach (rechts), 4,2 km[21]
- Geißgraben (rechts), 0,6 km[22]